# Système undécimal
Le système numérique undécimal ou en base 11 est un système numérique positionnel qui utilise le nombre onze comme base. Bien qu'aucune société connue ne compte par onze, deux sont supposées l'avoir fait : les Maoris, un des deux peuples polynésiens de Nouvelle-Zélande, et les Pangwa, un peuple de langue bantoue de Tanzanie. L'idée de compter par onze est notable pour sa relation avec une méthode traditionnelle de comptage pratiquée en Polynésie et dans le Pacifique.
Pendant la Révolution française, ce système a été brièvement mentionné comme une base possible pour le système de mesure réformé.
Les chiffres en base 11 apparaissent également dans le système de numérotation internationale normalisée du livre.

## Notation et calcul dans le système undécimal
Dans le système undécimal, chaque nombre est représenté à l'aide de onze chiffres et symboles. Une lettre majuscule (souvent A, le symbole pour 10 en hexadécimal ; parfois T, la première lettre du mot angalis pour « dix », c'est-à-dire « ten » ou X, le symbole romain pour « dix ») est utilisée, en plus des chiffres usuels du système décimal 0, 1, 2, …, 9, pour représenter le nombre « dix ».
Par exemple, « vingt-un » (égal à « onze », la base, plus « dix ») s'écrit dans ce système 1A. Le nombre « vingt-cinq » s'écrit 23.

### Puissances de 2
Voici, à titre d'exemple, un tableau des puissances successives de 2, écrites dans le système décimal usuel et dans le système undécimal.
| Base 10 | Base 11 |
| ------- | ------- |
| 1       | 1       |
| 2       | 2       |
| 4       | 4       |
| 8       | 8       |
| 16      | 15      |
| 32      | 2A      |
| 64      | 59      |
| 128     | 107     |
| 256     | 213     |
| 512     | 426     |
| 1024    | 851     |
| 2048    | 15A2    |

### Table de multiplication
Voici la table de multiplication des douze premiers nombres, en base undécimale.
| ×  | 1  | 2  | 3  | 4  | 5  | 6  | 7  | 8  | 9  | A  | 10  | 11  |
| -- | -- | -- | -- | -- | -- | -- | -- | -- | -- | -- | --- | --- |
| 1  | 1  | 2  | 3  | 4  | 5  | 6  | 7  | 8  | 9  | A  | 10  | 11  |
| 2  | 2  | 4  | 6  | 8  | A  | 11 | 13 | 15 | 17 | 19 | 20  | 22  |
| 3  | 3  | 6  | 9  | 11 | 14 | 17 | 1A | 22 | 25 | 28 | 30  | 33  |
| 4  | 4  | 8  | 11 | 15 | 19 | 22 | 26 | 2A | 33 | 37 | 40  | 44  |
| 5  | 5  | A  | 14 | 19 | 23 | 28 | 32 | 37 | 41 | 46 | 50  | 55  |
| 6  | 6  | 11 | 17 | 22 | 28 | 33 | 39 | 44 | 4A | 55 | 60  | 66  |
| 7  | 7  | 13 | 1A | 26 | 32 | 39 | 45 | 51 | 58 | 64 | 70  | 77  |
| 8  | 8  | 15 | 22 | 2A | 37 | 44 | 51 | 59 | 66 | 73 | 80  | 88  |
| 9  | 9  | 17 | 25 | 33 | 41 | 4A | 58 | 66 | 74 | 82 | 90  | 99  |
| A  | A  | 19 | 28 | 37 | 46 | 55 | 64 | 73 | 82 | 91 | A0  | AA  |
| 10 | 10 | 20 | 30 | 40 | 50 | 60 | 70 | 80 | 90 | A0 | 100 | 110 |
| 11 | 11 | 22 | 33 | 44 | 55 | 66 | 77 | 88 | 99 | AA | 110 | 121 |

## Utilisations culturelles de la base 11

### Utilisation par les Maoris

#### Conant et Williams
Pendant environ un siècle, l'idée que les Maoris comptaient onze par onze a surtout été transmise à cause de sa mention dans les écrits du mathématicien américain Levi Leonard Conant. Il l'identifiait comme une « erreur » provenant d'un dictionnaire du XIXe siècle de la langue néo-zélandaise publié par le révérend William Williams, alors archidiacre de Waiapu.
« Il y a de nombreuses années, une déclaration apparut, qui attira l'attention et éveilla la curiosité. Elle disait que les Maoris, les habitants aborigènes de la Nouvelle-Zélande, utilisaient comme base de leur système numérique le nombre 11 ; et que le système était assez largement développé, ayant des mots simples pour 121 et 1331, c'est-à-dire pour le carré et le cube de 11. » 
Dans les deux premières éditions des dictionnaires de Williams, on lit en fait :
« Le mode de comptage des indigènes est de onze en onze, jusqu'à ce qu'ils arrivent au dixième onze, qui est leur centaine ; puis jusqu'à la dixième centaine, qui est leur millier : mais les indigènes qui ont des relations avec des Européens ont, pour la plupart, abandonné cette méthode, et, en laissant de côté ngahuru, considèrent tekau ou tahi tekau comme 10, rua tekau comme 20, etc. Cela semblerait avoir pour principe de mettre de côté un tous les dix, comme un pointage. Un parallèle à cela s'observe chez les Anglais, comme dans le cas du comptage par douzaines du boulanger. »

#### Lesson et Blosseville
En 2020, une origine continentale antérieure de l'idée que les Maoris comptaient par onzaines a été identifiée dans les écrits de deux explorateurs scientifiques du XIXe siècle : René Primevère Lesson et Jules de Blosseville. Ils avaient visité la Nouvelle-Zélande en 1824 dans le cadre d'un voyage de circumnavigation sur la Coquille, une corvette française commandée par Louis Isidore Duperrey, avec Jules Dumont d'Urville comme second. À son retour en France en 1825, Lesson publie sa traduction française d'un article écrit par le botaniste allemand Adelbert von Chamisso. À l'affirmation de von Chamisso selon laquelle le système de numération néo-zélandais était basé sur vingt (soit un système vicésimal), Lesson a inséré une note de bas de page pour indiquer une erreur : « Erreur. Le système arithmétique des Zélandais est undécimal, et les Anglais sont les premiers qui ont propagé cette fausse idée. (L.) ».
Von Chamisso avait mentionné lui-même son erreur en 1821, en faisant remonter la source de sa confusion et sa clarification à Thomas Kendall, le missionnaire anglais en Nouvelle-Zélande ayant fourni le matériel sur la langue maorie qui a servi de base à une grammaire publiée en 1820 par l'anglais linguiste Samuel Lee,. Dans la même publication de 1821, von Chamisso a également identifié le système numérique maori comme décimal, notant que la source de la confusion était la pratique polynésienne de compter les choses par paires, où chaque paire était comptée comme une seule unité, de sorte que dix unités étaient numériquement équivalent à vingt, :
« Il est loin d'être simple de connaître le système arithmétique d'un peuple. En Nouvelle-Zélande, comme aux Tonga, le système est décimal. Ce qui a peut-être induit en erreur M. Kendall, dans sa première tentative, durant le voyage de Nicholas, et que nous avons suivi, c'est la coutume des Néo-Zélandais de compter les choses par paires. Les indigènes de Tonga comptent les bananes et les poissons également par paires et par vingt (Tecow, traduit par score en anglais, total en français). »
Lesson savait lui aussi que les nombres polynésiens étaient décimaux et très similaires dans toute la région, car il avait beaucoup appris sur les systèmes de numération du Pacifique au cours de ses deux années sur la Coquille, en collectant la terminologie numérique et en publiant ou commentant plus d'une douzaine de ces systèmes. Ces circonstances suggèrent qu'il était peu probable que Lesson ait cru que le système de Nouvelle-Zélande procédait par onze. Le terme « undécimal » dans la note en français de Lesson pourrait alors être une simple erreur d'impression, au lieu de l'expression correcte « un décimal », avec une espace entre les deux mots.
Lesson et son compagnon de bord et ami, Blosseville, ont envoyé leurs comptes rendus sur le comptage en Nouvelle-Zélande à plusieurs de leurs contemporains. Au moins deux d'entre eux ont publié ces rapports, dont le géographe italien Adriano Balbi, qui a détaillé une lettre qu'il a reçue de Lesson en 1826, et l'astronome hongrois Franz Xaver von Zach, qui a brièvement mentionné une lettre de Blosseville reçue par l'intermédiaire d'un tiers. Lesson était aussi probablement l'auteur d'un essai non daté, écrit par un Français mais par ailleurs anonyme, trouvé parmi et publié avec les papiers du linguiste prussien Wilhelm von Humboldt en 1839.
La simple mention a été développée dans ses republications par des tiers : la lettre de 1826 publiée par Balbi a ajouté un vocabulaire numérique présumé avec des termes pour onze au carré (Karaou) et onze au cube (Kamano), ainsi qu'un compte rendu de la façon dont les mots-nombres et la procédure de comptage auraient été obtenues auprès d'informateurs locaux. L'essai de 1839 a aussi énuméré des endroits d'où étaient censés venir les informateurs locaux présumés.

#### Relation avec le comptage traditionnel
Si les Maoris n'utilisaient pas de fait un comptage de onze en onze, l'origine de ce malentendu met en évidence une forme de comptage ingénieuse et pragmatique autrefois pratiquée dans toute la Polynésie,. Cette technique de comptage consiste à mettre de côté chaque dixième élément, ce qui permet de repérer tout de suite dix éléments comptés ; les éléments mis de côté sont ensuite comptés de la même manière, un élément sur dix marquant désormais cent (au deuxième tour), mille (au troisième tour), dix mille éléments (au quatrième tour), etc.  Cette méthode de comptage fonctionne de la même manière, que l'unité de base soit un seul élément, une paire ou un groupe de quatre — c'est-à-dire les diverses unités de comptage de base utilisées dans toute la région ; c'était aussi la base du comptage binaire unique trouvé à Mangareva, où le comptage pouvait également procéder par groupes de huit,.
Ceci résout également un autre mystère : pourquoi le mot hawaïen pour vingt, iwakalua, signifie « neuf et deux » ? Lorsque cette technique de comptage est utilisée avec des paires, on compte neuf paires (soit 18 unités), puis la dernière paire (les 2 unités), est mise de côté, en vue d'un éventuel tour suivant. Donc vingt unités est neuf (paires) et deux (unités).

### Utilisation par les Pangwa
On en sait moins sur l'idée que le peuple Pangwa de Tanzanie comptait par onze. Cela a été mentionné en 1920 par l'anthropologue britannique Northcote W. Thomas :
« Un autre système de numération anormal est celui des Pangwa, au nord-est du lac Nyassa, qui utilisent une base de onze. »
L'affirmation a été répétée par l'explorateur britannique et administrateur colonial Harry H. Johnston dans le volume II de son étude de 1922 sur les langues bantoues et semi-bantoues. Il a également noté des similitudes suggestives entre le terme Pangwa pour « onze » et les termes pour « dix » dans des langues apparentées :
« Parfois, il y a des termes spéciaux pour 'onze'. Selon les informations que j'ai, ce sont les suivants :
Ki-dzigꞷ 36 (dans cette langue, les Pangwa du nord-est du Nyassaland, le comptage se fait en fait par onze). Ki-dzigꞷ-kavili = 'vingt-deux', Ki-dzigꞷ-kadatu = 'trente-trois'). Pourtant, la racine -dzigꞷ est évidemment la même que le -tsigꞷ, qui signifie 'dix' dans le no 38. Elle peut également être liée au -digi (« dix ») de 148, -tuku ou -dugu des langues Ababua et Congo, -dikꞷ de 130, -liku de 175 (« huit ») et le Tiag de 249,. »
Aujourd'hui, le peuple Pañgwa est censé utiliser un système décimal, où les nombres « six » et au-delà sont empruntés au swahili.

## Base 11 dans l'histoire de la mesure
Peu de temps après la Révolution française, l'Académie des sciences a créé un comité (la Commission des poids et mesures) pour normaliser les systèmes de mesures, une réforme populaire qui a été une première étape vers la création du système métrique international. Le 27 octobre 1790, le comité expliqua qu'il avait envisagé d'utiliser le duodécimal (c'est-à-dire une base 12 de numération) comme base pour les poids, les longueurs et les distances, et l'argent en raison du plus grand nombre de diviseurs de 12 par rapport à 10. Cependant, le comité a finalement rejeté cette suggestion, estimant qu'une échelle commune basée sur l'expression orale des nombres simplifierait les calculs et les conversions et rendrait le nouveau système plus facile à mettre en œuvre. C'est le mathématicien Joseph-Louis Lagrange, membre du comité, qui aurait influencé le comité pour choisir le système décimale,.
« [Lagrange], écrit Delambre, était peu frappé de l'objection que l'on tirait contre ce système du petit nombre des diviseurs de sa base. Il regrettait presque qu'elle ne fut pas un nombre premier, tel que 11, qui devait nécessairement donner un même dénominateur à toutes les fractions. On regardera, si l'on veut, cette idée comme une de ces exagérations qui échappent aux meilleurs esprits dans le feu de la dispute ; mais il n'employait ce nombre 11 que pour écarter le nombre 12, que des innovateurs plus intrépides auraient voulu substituer à celui de 10, qui fait partout la base de la numération. » 
En 1795, dans les conférences publiques publiées à l'École normale, Lagrange observe que les fractions avec des dénominateurs variables, bien que simples en elles-mêmes, étaient gênantes, car leurs dénominateurs différents les rendaient difficilement comparables. Autrement dit, les fractions ne sont pas difficiles à comparer si le numérateur est le même, 1 par exemple : {\displaystyle {\frac {1}{2}}}  est plus grand que {\displaystyle {\frac {1}{3}}}, qui à son tour est plus grand que {\displaystyle {\frac {1}{7}}}. Cependant, les comparaisons deviennent plus difficiles lorsque les numérateurs et les dénominateurs ne sont pas les mêmes : {\displaystyle {\frac {3}{4}}}  est plus grand que {\displaystyle {\frac {5}{7}}}, qui à son tour est plus grand que {\displaystyle {\frac {2}{3}}}, mais cela ne peut pas être déterminé par une simple inspection des numérateurs ou dénominateurs.
« On voit aussi par-là, qu'il est indifférent que le nombre qui suit la base du système, comme le nombre 10 dans notre système décimal, ait des diviseurs ou non ; peut-être même y aurait-il … de l'avantage à ce que ce nombre n'eût point de diviseurs, comme le nombre 11, ce qui aurait lieu dans le système undécimal, parce qu'on en serait moins porté à employer les fractions {\displaystyle {\frac {1}{2}}}, {\displaystyle {\frac {1}{3}}}, etc. »

## Base 11 dans les numéros internationaux normalisés du livre (ISBN)
Lorsque le système des numéros internationaux normalisés du livre (ISBN) contenait dix chiffres, la base « onze » était utilisée pour chiffre de contrôle. Un chiffre de contrôle est le chiffre final d'un ISBN, qui est lié mathématiquement à tous les autres chiffres qu'il contient et qui est utilisé pour vérifier leur exactitude.
Les neuf chiffres les plus à gauche sont associés au pays d'édition, à l'éditeur et au titre de l'ouvrage. Le dernier chiffre, à droite, est le caractère de contrôle. Le calcul mathématique de contrôle est le suivant : on multiplie le chiffre le plus à gauche de l'ISBN par 10, le deuxième chiffre en. partant de la gauche par 9, et ainsi de suite jusqu'au dixième chiffre de l'ISBN qu'on multiple par 1. On additionne ces résultats. Le calcul doit donner un multiple de 11. Autrement dit, le dixième chiffre de l'ISBN (celui à droite, le chiffre de contrôle) est choisi égal à 11 diminué du reste de la division par 11 de la somme des multiplications par 10, 9, …, 2, des neuf premiers chiffres de l'ISBN respectivement.
Si le reste est 1, ce qui donnerait un caractère de contrôle à deux chiffres (10), on utilise le caractère X.
Cependant, depuis le 1er janvier 2007, les ISBN à 13 chiffres sont devenus la norme ; l'agence internationale de l'ISBN fournit un calculateur en ligne qui convertit les ISBN à 10 chiffres en 13 chiffres.